# Matteo Anesi
Matteo Anesi (né le 16 août 1984 à Trente, dans le Trentin-Haut-Adige) est un patineur de vitesse italien.

## Biographie
Avec ses coéquipiers Enrico Fabris, Stefano Donagrandi et Ippolito Sanfratello, Matteo Anesi remporte le titre olympique en poursuite par équipes lors des Jeux olympiques d'hiver de 2006 à Turin.

## Palmarès

### Jeux olympiques
- Jeux olympiques d'hiver de 2006 à Turin  Italie:
  -  Médaille d'or en poursuite par équipes.

## Distinction
: il est fait Commandeur de l'Ordre du Mérite de la République italienne le 9 mars 2006